# Rhett Forrester
 (décembre 2012).
Rhett Forrester était un musicien nord-américain né le 22 septembre 1956 à Tucker et mort assassiné au matin du 22 janvier 1994 à Atlanta.

## Biographie

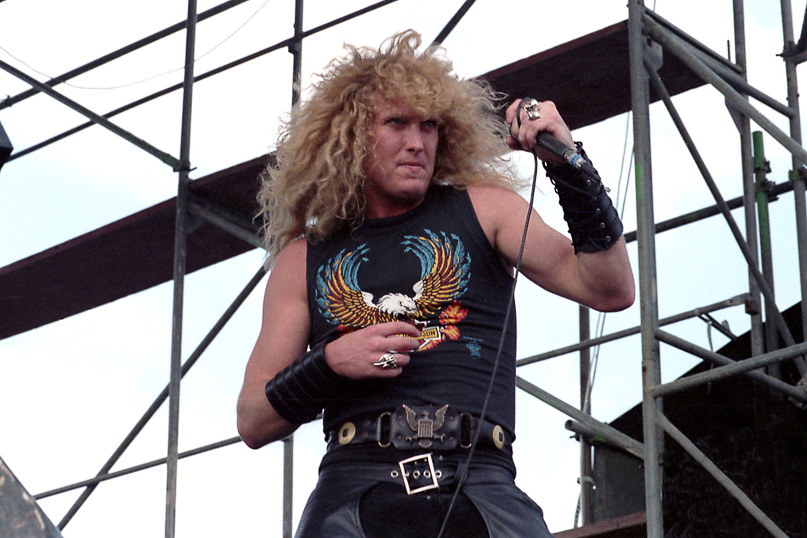
Rhett Forrester en concert, 1984. Photographie de Joseph Carlucci.

Il remplaça en 1981 Guy Speranza, chanteur du groupe américain de hard rock Riot. Avec ce groupe qui distillait un rock teigneux et agressif héritiers des Cactus et autres Aerosmith, il produisit trois albums dont un volcanique Live. Lassé par le manque de soutien de leur maison de disque, ce groupe fort talentueux mis fin à sa carrière en 1984.
Rhett Forrester s'associa alors à la rythmique des Rods et au guitariste Jack Starr (ex Virgin Steele) pour l'album solo de ce dernier, de très bonne facture, puis réalisa trois albums sous son propre nom.
Doté d'une voix chaude et puissante, d'un charisme certain et d'un jeu de scène félin, Rhett Forresther est considéré comme l'un des plus talentueux chanteur de hard rock de sa génération avec Jack Russel de Great White, Goeff Tate de Queensrÿche et Paul Shortino de Rough Cutt.
Il fut assassiné lors d'une tentative de vol de son véhicule par carjacking. Deux personnes se précipitèrent sur Rhett Forrester pour lui voler son véhicule alors qu'il stationnait à un feu rouge. Un des agresseurs sortit une arme et tira une balle dans le dos de Rhett Forrester qui parvint à s'enfuir toujours au volant de son véhicule avant de s'effondrer. L'enquête de police n'a toujours pas permis à ce jour d'identifier le meurtrier et son complice.

## Discographie

### Solo
- Gone With the Wind (1984)
- Even the Score (1988)
- Hell or High Water (1996)

### Riot
- Restless Breed (en) (1982)
- Riot Live (en) (1982)
- Born in America (en) (1983)

### Dogbone
- Dogbone (1996)

### Jack Starr
- Out of the Darkness (1984)